# Village olympique de Rio de Janeiro
Le village olympique de Rio de Janeiro (en portugais : Vila Olímpica do Rio de Janeiro) est le village olympique des Jeux olympiques et paralympiques d'été de 2016 ayant lieu à Rio de Janeiro, au Brésil. Il héberge les athlètes et les membres des équipes techniques. Situé dans le quartier de Barra da Tijuca, il est constitué de 31 bâtiments comptant 3 604 appartements pouvant accueillir 17 950 personnes. Il s'agit ainsi du plus grand village olympique de l'histoire des jeux.

## Construction
Dans les années 1960, des pêcheurs de la Lagoinha de Rio de Janeiro occupent irrégulièrement le Lagoa de Jacarepaguá. En 1975, en raison de la construction de l'Autódromo de Jacarepaguá et d'un ensemble résidentiel, la favela de Vila Autódromo se trouve entre les murs de l'autódromo et les bords de la lagune. En 1994, plus de 60 familles reçoivent un titre de propriété, avant les menaces constantes d'expulsion notamment de la part de la municipalité de Rio de Janeiro. Sur les plans que le Comité international olympique a reçu du comité organisateur en 2009, une partie de la zone de Vila Autódromo apparaît sur le coin supérieur gauche du nouveau Parc olympique devant être construit dans la partie ouest de Barra da Tijuca.
Malgré les titres de propriété des habitants de Vila Autódromo, la municipalité de Rio de Janeiro réduit de 83 % la taille originale de la comunidade, moyennant expropriations et expulsions. Après les affrontements constants contre la police pour résister aux expulsions, les familles concernées entreprennent une campagne appelée Viva a Vila Autódromo et reçoivent l'aide de différentes universités de Rio de Janeiro et d'organisations de la société civile pour élaborer le Plano Popular da Vila Autódromo, un plan d'urbanisation en accord avec le maire de la ville, Eduardo Paes, pour faire de Vila Autódromo un lieu avec une nouvelle infrastructure urbaine qui comportera un centre culturel et des installations sportives et cohabiter avec le site olympique de manière adéquate,  étant presque entièrement entourée par le nouveau parc,,,.
Les installations du village olympique se situeront à quelques pas de Vila Autódromo. À partir de 2011 les sociétés Odebrecht (pt) et Carvalho Hosken commencent les travaux sur une superficie de plus d'un million de mètres carrés. Plus de 18 000 personnes participent ; 430 000 m3 de béton et 43 000 tonnes d'acier sont utilisés. Les bâtiments reçoivent la certification environnementale LEED ND ; 85 % des déchets seront réutilisés et il y a plus de 16 000 m2 de toits verts et 75 panneaux solaires pour le chauffage de l'eau. Toutes les installations sont conçues avec accessibilité complète avec des rampes et des ascenseurs suffisants.
Chaque appartement compte trois ou quatre chambres, une salle de séjour, un balcon et des services de buanderie. 3,8 km de voies cyclables internes sont construites. La rue intérieure au village est réservée aux piétons. Il y a aussi des commerces, cafés restaurants, une zone international, un réfectoire principal et un terminal de transport. Le village compte plusieurs zones récréatives et un centre de culte pour différentes religions.
Afin que le village se trouve à moins de dix minutes des lieux de compétition, des voies exclusives le relieront moyennant 300 autobus aux autres sites olympiques.
Les premières délégations arrivent au village le 18 juillet 2016.

## Après les jeux
Une fois les jeux terminés, le village doit être reconverti en un ensemble résidentiel de luxe appelé Ilha Pura. Chaque appartement est prévu pour être vendu à environ 700 000 dollars américains. Après les Jeux, le village est transformé en appartements de luxe qui sont finalement laissés à l'abandon. En effet, le prix du marché baisse de 20 % dans l'année qui précède les Jeux, et seuls 240 appartements sont vendus sur les 3604 disponibles.